# Districte de Prayagraj
El districte de Prayagraj és una divisió administrativa de l'Uttar Pradesh (Índia), dins la divisió d'Allahabad. La ciutat d'Allahabad és la seva capital. La superfície és de 5.246 km² i la població el 2001 de 4.941.510. El districte està dividit en set tahsils: Sadar, Bara, Meja, Soraon, Koraon, Karchana, Phulpur i Handiya. Aquestos tahsils conformen 28 blocks.
El districte britànic d'Allahabad limitava al nord amb el de Partabgarh, al l'est amb Jaunpur i Mirzapur, al sud amb el principat de Rewa, i al sud-oest i oest amb els districtes de Banda i Fatehpur. La superfície era de 7.337 km² i la població el 1881 d'1.474.106 habitants (1.379.788 el 1853, 1.396.241 el 1872). Els pobles eren 3.509. La capital era copm modernament a Allahabad que era la principal població del districte i amb els suburbis de Katra i Daraganj tenia 148.547 habitants (1881, incloent la guarnició anglesa al fort que controlava la unió del Ganges i el Jumna). El 15% de la població era musulmana (95% sunnites) i la resta hindús amb un reduït nombre de cristians, jainistes, sikhs i parsis. Les castes eren els rajputs, baniyes, ahirs, chamars, gadàries, kachhis, kayasths, kurmis, mallahs, pasis, i telis. El districte fou administrat per un Col·lector-Magistrat, dos Magistrats adjunts, i un Magistrat assistent, dos ajudants, i diversos oficials. La força de policia era de 884 oficials i homes a part la policia rural que eren 3425.

## Geografia
Els rius principals del districte són el Ganges, Jumna (confluent amb el Ganges), Tons (que neix a les muntanyes Kaimur i desaigua al Ganges) i Belan (que neix a les muntanyes Kaimur i desaigua al Tons). El llac d'Alwara jhil està ara a un altre districte (Districte de Kaushambi) 

## Història
Al Mahabarata aquesta regió és anomenada Varanavata. Quan els aris es van establir a la zona la van anomenar Aryavarta o Madhyadesha, i un grup d'aquestos aris, els vatsa, van governar a Hastinapur (moderna Delhi) i després a Kaushambi (avui fora del districte) on van traslladar la capital quan Hastinapur fou destruïda per una inundació. El país dels vats fou en gran part jungla. Al Ramayana la regió era regida pel rei Kosala i Rama hi fou acollit per un temps (quan fou desterrat) pel rei Guha dels bhils.
La columna d'Asoka datada vers el 240 aC, prova que al territori hi va entrar el budisme. A la columna es van afegir inscripcions de Samudra Gupta, del segle II que expliquen les conquestes d'aquest rei. Probablement el segle anterior fou possessió dels Kushana. El 414 fou visitat pel xinès Fa Hian i era part del regne de Kanauj. Hwen Tsang el peregrí xinès va visitar Prayag (moderna Allahabad) el 643.
A l'edat mitjana fou dominada segurament per les tribus bhils. Prayag fou conquerida pel gúrida Shahab al-Din el 1194 i durant dos segles va formar part de la província musulmana de Karra, seu d'un governador provincial on Muiz al-Din (successor de Balban al tron de Delhi) i el seu pare (que venia de Bengala per oposar-se al fill) van tenir la seva famosa trobada el 1286 que va resultar en una marxa units. Al final del segle estava en mans d'Ala al-Din Khalji i a la ciutat de Karra va matar el seu oncle el vell Sultan Firuz Shah. La província fou unida després al principat de Jaunpur (Djawnpur). El 1529 Baber la va arrabassar als pathans.
Allahabad va ser fundada el 1583 per l'emperador mogol Akbar amb el nom d'al-Ilhahabad (Ciutat de Déu), sobre l'antic fort i vila ja existent. Jahangir fou governador d'Allahabad quan era el príncep Selim. El seu fill Khusru o Khusraw s'hi va revoltar però fou derrotat i posat sota custòdia per son germà Khurram (futur Shah Jahan). Al segle xvii la regió fou assolada pels bundelles de Chhatar Sal. El 1736 va ser ocupada pels marathes que la van conservar fins al 1750 quan la capital Allahabad fou saquejada pels pathans de Farrukhabad. El 1753 va passar a Safdar Jang, nawab d'Oudh que la va mantenir fins al 1765 quan els britànics, després de triomfar a Buxar (16 de novembre de 1764) la van retornar a l'emperador Shah Alam II que va establir la seu imperial a Allahabad fins al 1771 quan va retornar a Delhi i es va posar en braços dels marathes, però aquestos i els britànics van vendre la ciutat i regió poc després al nawab d'Oudh per 50 lakhs de rúpies.
Per pagar impostos endarrerits el nawab la va cedir als britànics junt amb el seu districte i el Doab, el novembre de 1801. El 1833 fou integrada a les Províncies del Nord-oest que es va constituir en província separada. Durant la Rebel·lió dels Sipais el 1857, les notícies del que havia passat a Meerut es van rebre a Allahabad el 12 de maig. Inicialment els sipais van romandre lleials però a les 9 de la nit del dia 6 de juny es van amotinar; es van produir saquejos, alliberament de presos, incendis de cases de cristians i europeus i matances d'oficials britànics. Un govern provisional dirigit per un home anomenat el Maulvi va proclamar la restauració de l'emperador mogol; els soldats europeus i els sikhs (que van romandre lleials) van resistir al fort d'Allahabad fins a l'arribada (11 de juny) del general Neill que havia sortit de Chennai. El mateix dia va derrotar els rebels al suburbi de Daraganj que fou destruït; el 15 de juny, després d'evacuar a dones i nens cap a Calcuta, va començar el bombardeig dels suburbis de Kydganj i Miilganj que foren ocupats seguidament; el 17 de juny l'autoritat britànica estava restablerta a la rodalia de la ciutat, sense oposició. El Maulvi va fugir i el 18 de juny els britànics van entrar al centre de la ciutat que van trobar deserta. D'allí van marxar cap a Cawnpur; el districte però encara va restar per un temps en rebel·lió.
El 1877 les Províncies del Nord-oest i Oudh foren unides per formar les Províncies Unides d'Agra i Oudh de les que el districte d'Allahabad fou part. El districte va patir diverses fams, sent esmentada abans dels britànics les del 1770 i 1783, i després el 1803, 1819, i 1837; escassetats es van produir 1813, 1860-1861, 1868-1869, 1873-1874 i 1899-1900; encara n'hi va haver algunes altres fams menys greus al segle xx.